# Хасмор
Хасмор (њем. Haßmoor) општина је у њемачкој савезној држави Шлезвиг-Холштајн. Једно је од 165 општинских средишта округа Рендсбург. Према процјени из 2010. у општини је живјело 292 становника. Посједује регионалну шифру (AGS) 1058073.

## Географски и демографски подаци
Хасмор се налази у савезној држави Шлезвиг-Холштајн у округу Рендсбург. Општина се налази на надморској висини од 21 метра. Површина општине износи 10,3 km². У самом мјесту је, према процјени из 2010. године, живјело 292 становника. Просјечна густина становништва износи 28 становника/km².